# Jaroslav Bejvl

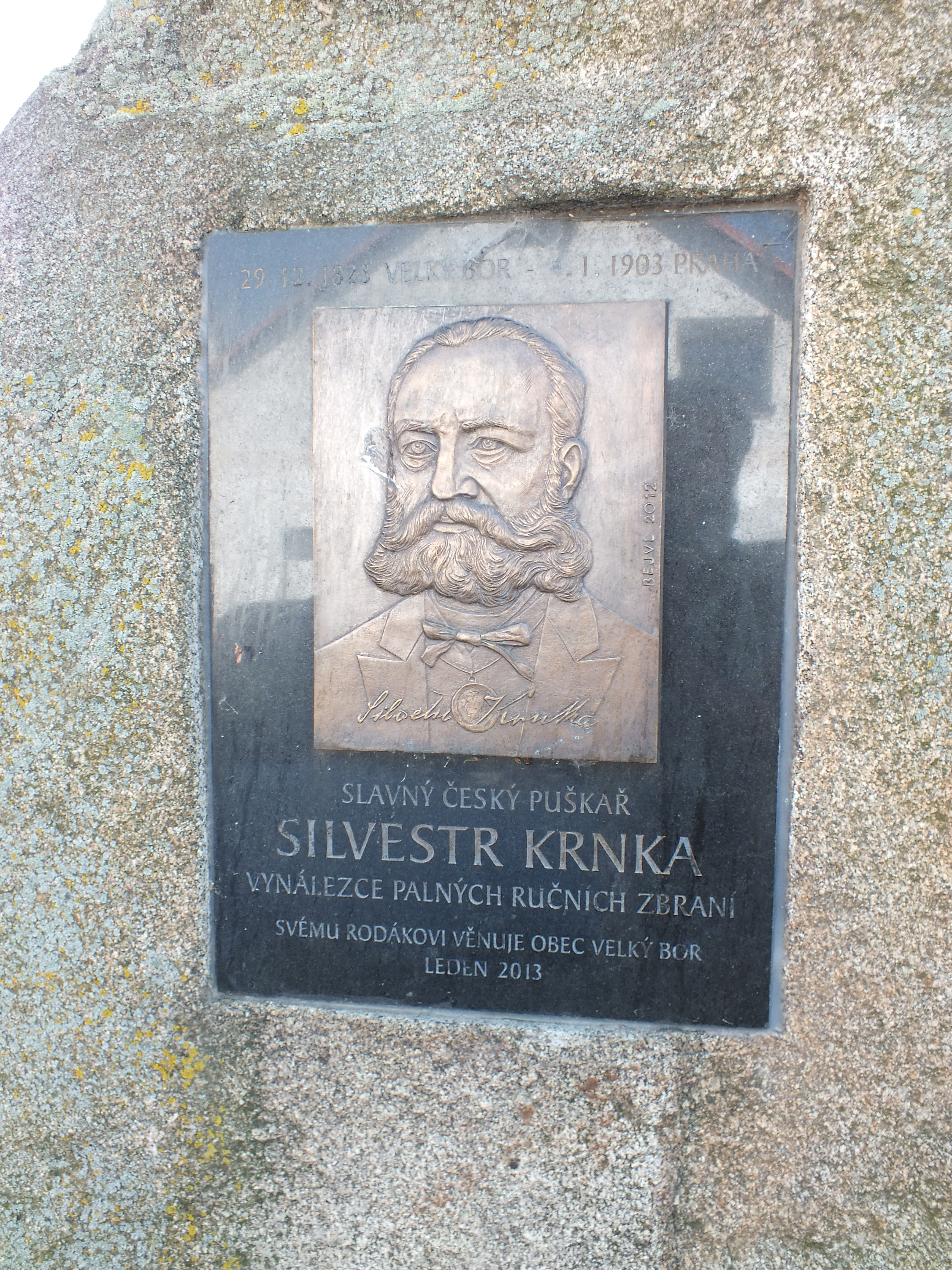
Pamětní deska věnovaná Sylvestru (Silvestru) Krnkovi

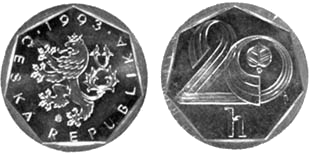
Český 20haléř

Jaroslav Bejvl (13. dubna 1941 Janovice nad Úhlavou –
28. června 2016) byl český výtvarník a medailér. Věhlasu v Česku i v zahraničí dosáhl především díky citu pro práci se sklem.

## Životopis
Narodil se 13. dubna 1941 v Janovicích nad Úhlavou. V roce 1960 absolvoval obor tvarování uměleckých produktů na Střední uměleckoprůmyslové škole v Praze a dva roky poté nastoupil do tehdejšího národního podniku Lustry v Kamenickém Šenově. Jeho syn je Jaroslav Bejvl mladší.

## Tvorba
Ve světě se proslavil zejména svými návrhy svítidel. Mezi jeho prestižní zakázky patří práce pro operu v Teheránu, královskou rezidenci v Rijádu,  Velkou mešitu v Abu Zábí, hotel Ritz Carlton v Singapuru a v Hongkongu.
Ačkoli byl jeho hlavním povoláním design svítidel, prosadil se také jako úspěšný medailér, jehož kariéru nastartovala soutěž na návrh pamětní medaile k výročí Jana Nerudy v roce 1981. Během 30 let medailérské tvorby vytvořil 360 sádrových návrhů a 3 portrétní pamětní desky. 21 stříbrných pamětních mincí bylo oceněno Českou národní bankou. Pravidelně navrhoval medaile pro Českou mincovnu a. s. Mezi nejvýznamnější tvorbu patří medaile Tomáše G. Masaryka, medaile věnovaná Eduardu Benešovi nebo bronzová replika Zlaté buly českého krále Přemysla Otakara I. Je autorem již neplatného českého 20haléře.

## Ocenění
V říjnu 2014 mu byla za jeho celoživotní přínos v oblasti sklářství a medailérství udělena Pocta hejtmana Libereckého kraje.